# Neopets
Neopets je ameriška otroška spletna stran, zagnana leta 1999. Uporabniki si lahko omislijo virtualnega hišnega ljubljenca, igrajo igre, kupujejo virtualne predmete z dvema različnima virtualnima valutama, Neopoints in Neocash, ter klepetajo med sabo. 

## Obiskanost
Stran je leta 2005 obiskalo 35 milijonov mesečnih obiskovalcev, leta 2020 pa 1,5 milijonov.

## Kritike
Nekateri so strani očitali, da otroke navaja na večurno uporabo ekrana in potrošništvo. Po pritožbi skupine staršev zaradi spodbujanja k hazarderstvu so otrokom, mlajšim od 13 let, omejili dostop do rulete, blackjacka in igralnega avtomata.